# Kerstin Stegemann
Kerstin Stegemann (ur. 29 września 1977 w Rheine) – niemiecka piłkarka grająca na pozycji obrońcy, uczestniczka mistrzostw świata w 1999, mistrzyni świata z 2003 i z 2007.